# Gemmula lululimi
Gemmula lululimi é uma espécie de gastrópode do gênero Gemmula, pertencente a família Turridae.